# Cristo con Marta e Maria
Il Cristo con Marta e Maria è un dipinto a olio su tavola (60 × 101,5 cm) realizzato nel 1552 dal pittore olandese Pieter Aertsen. È conservato nel Kunsthistorisches Museum di Vienna.

## Descrizione e stile
Il primo piano del quadro si presenta quasi totalmente occupato da una grande natura morta composta da vivande, tra cui spicca un grande coscio d'agnello, da stoviglie e utensili da cucina e da lenzuola piegate.
Gli oggetti sono rappresentati a grandezza naturale per creare un effetto illusionistico di trompe-l'œil, cioè di rottura del confine spaziale da parte dell'immagine che entra nella realtà dello spettatore; sul fondo vi è narrato l'episodio biblico che Aertsen rende esplicito ricorrendo anche alla scrittura: nell'angolo in basso a sinistra, sulla terza mattonella, vi è la scritta "LUCA 10", e sopra i personaggi, sul fregio del camino, spicca un'altra iscrizione: "Maria si è scelta la parte buona".
La scena è dunque tratta dal Vangelo e narra di quando Gesù, durante il viaggio, si fermò nella casa di Marta. Ella aveva una sorella di nome Maria la quale si prostrò ai piedi di Gesù per ascoltare la sua parola; Marta, distratta dalle faccende di casa, si lamentò con il Signore della sorella che la lasciava sola a lavorare. Questi allora rispose: "Marta, Marta, tu ti inquieti e ti preoccupi di troppe cose, mentre poche ne servono e una soltanto è necessaria. Maria invece si è scelta la parte buona, che non le sarà certo tolta".
Le due immagini rappresentano le due sfere del sacro e del profano e sono strettamente legate tra loro: quella in primo piano si sviluppa infatti come allegoria di quella di fondo. Nel quadro possiamo quindi individuare due piani spaziali comunicanti: lo spazio occupato dalla scena biblica, solo apparentemente isolato, è in rapporto di continuità tramite la pavimentazione con il primo piano della natura morta, che a sua volta, attraverso il tavolo, irrompe in un terzo spazio, quello dello spettatore.
La grande natura morta svolge un ruolo ambivalente: di appendice, vale a dire di aggiunta e proseguimento della scena biblica, ma anche di antitesi con essa. Si può individuare il contrasto presente tra le due immagini: la rappresentazione sacra italianeggiante della scena di fondo è infatti in palese contrapposizione con la rappresentazione profana di stampo nordico del primo piano.
Il primo piano del dipinto compie un ruolo di transizione tra la realtà e la scena divina; esso, avvalendosi della rappresentazione allegorica del cibo, conduce lo sguardo dello spettatore dallo spazio reale-volgare verso la parola di Cristo. La grande rivoluzione compiuta da Aertsen sta nell'includere nel campo visivo del quadro la parte che normalmente ne veniva esclusa, il "fuor d'opera", creando così un nuovo elemento pittorico di grande interesse che sarà importante fonte di spunto per i pittori successivi.